# Phyllomyias plumbeiceps
A Phyllomyias plumbeiceps a madarak (Aves) osztályának verébalakúak (Passeriformes) rendjébe és a királygébicsfélék (Tyrannidae) családjába tartozó faj.

## Rendszerezése
A fajt George Newbold Lawrence amerikai üzletember és amatőr ornitológus írta le 1869-ben, a Pogonotriccus nembe Pogonotriccus plumbeiceps néven. Egyes szervezetek a Xanthomyias nembe sorolják Xanthomyias plumbeiceps néven.

## Előfordulása
Az Andokban, Kolumbia, Ecuador és Peru területén honos. Természetes élőhelyei a szubtrópusi és trópusi hegyi esőerdők. Állandó, nem vonuló faj.

## Megjelenése
Testhossza 11 centiméter.

## Természetvédelmi helyzete
Az elterjedési területe nagyon nagy, egyedszáma pedig stabil. A Természetvédelmi Világszövetség Vörös listáján nem fenyegetett fajként szerepel.